# 伯特 (密歇根州)
伯特（英語：Burt）是位於美國密歇根州薩吉諾縣泰茅斯鎮區的一個普查規定居民點。

## 人口
根據2020年美國人口普查的數據，伯特的面積為15.74平方千米，當中陸地面積為15.63平方千米，而水域面積為0.11平方千米。當地共有人口1194人，而人口密度為每平方千米75.86人。